# Londen Marathon 2004
De Londen Marathon 2004 werd gelopen op zondag 18 april 2004. Het was de 24e editie van de Londen Marathon. 
De Keniaan Evans Rutto kwam als eerste over de streep in 2:06.18. Zijn landgenote Margaret Okayo won bij de vrouwen in 2:22.35.

## Uitslagen

### Mannen
| rang   | naam                  | land | tijd    |
| ------ | --------------------- | ---- | ------- |
| Goud   | Evans Rutto           | KEN  | 2:06.20 |
| Zilver | Sammy Korir           | KEN  | 2:06.48 |
| Brons  | Jaouad Gharib         | MAR  | 2:07.12 |
| 4      | Stefano Baldini       | ITA  | 2:08.37 |
| 5      | Tesfaye Tola          | ETH  | 2:09.07 |
| 6      | Benoît Zwierzchiewski | FRA  | 2:09.35 |
| 7      | Abdelkader El Mouaziz | MAR  | 2:09.42 |
| 8      | Lee Troop             | AUS  | 2:09.42 |
| 9      | John Yuda             | TAN  | 2:10.13 |
| 10     | Joseph Kadon          | KEN  | 2:11.30 |
| 11     | Joseph Ngolepus       | KEN  | 2:12.02 |
| 12     | William Kiplagat      | KEN  | 2:12.04 |
| 13     | Sisay Bezabeh         | AUS  | 2:12.05 |
| 14     | Scott Westcott        | AUS  | 2:13.30 |
| 15     | Jon Brown             | GBR  | 2:13.39 |
| 16     | Dan Robinson          | GBR  | 2:13.53 |
| 17     | Nikolaos Pollias      | GRE  | 2:15.02 |
| 18     | Chris Cariss          | GBR  | 2:15.08 |
| 19     | Hugh Lobb             | GBR  | 2:15.49 |
| 20     | Mark Hudspith         | GBR  | 2:16.15 |

### Vrouwen
| rang   | naam               | land | tijd    |
| ------ | ------------------ | ---- | ------- |
| Goud   | Margaret Okayo     | KEN  | 2:22.35 |
| Zilver | Ljoedmila Petrova  | RUS  | 2:26.02 |
| Brons  | Constantina Diţă   | ROU  | 2:26.52 |
| 4      | Albina Ivanova     | RUS  | 2:27.25 |
| 5      | Joyce Chepchumba   | KEN  | 2:28.01 |
| 6      | Svetlana Zacharova | RUS  | 2:28.10 |
| 7      | Sun Yingjie        | CHN  | 2:28.32 |
| 8      | Alina Ivanova      | RUS  | 2:28.48 |
| 9      | Svetlana Demidenko | RUS  | 2:33.06 |
| 10     | Morris Tracey      | GBR  | 2:33.52 |
| 11     | Birhan Dagne       | GBR  | 2:34.45 |
| 12     | Jackie Gallagher   | AUS  | 2:34.48 |
| 13     | Jo Lodge           | GBR  | 2:34.49 |
| 14     | Michelle Lee       | GBR  | 2:35.51 |
| 15     | Sue Harrison       | GBR  | 2:38.20 |
| 16     | Michaela McCullum  | GBR  | 2:39.10 |
| 17     | Mara Yamauchi      | GBR  | 2:39.15 |
| 18     | Spyridoula Souma   | GRE  | 2:40.34 |
| 19     | Valérie Young      | IRL  | 2:41.32 |
| 20     | Susan Partridge    | GBR  | 2:41.44 |

1981 ·
1982 ·
1983 ·
1984 ·
1985 ·
1986 ·
1987 ·
1988 ·
1989 ·
1990 ·
1991 ·
1992 ·
1993 ·
1994 ·
1995 ·
1996 ·
1997 ·
1998 ·
1999 ·
2000 ·
2001 ·
2002 ·
2003 ·
2004 ·
2005 ·
2006 ·
2007 ·
2008 ·
2009 ·
2010 ·
2011 ·
2012 ·
2013 ·
2014 ·
2015 ·
2016 ·
2017